# Eurhynchium scabridum
Eurhynchium scabridum là một loài Rêu trong họ Brachytheciaceae. Loài này được (Lindb.) Kindb. mô tả khoa học đầu tiên năm 1894.